# Veneziano 模型
粒子物理学中，韦内齐亚诺模型是一个簡單的4粒子散射模型，特徵是它明顯有s-channel和t-channel的交叉對稱性。它由加布里埃莱·韦内齐亚诺在1968年提出。經過很多人的努力後，引出了對偶共振態模型，後來改名为弦論。
韦内齐亚诺假設的散射波幅 (Veneziano amplitude)是：
- {\displaystyle A(s,t):={\frac {\Gamma (-\alpha (s))\Gamma (-\alpha (t))}{\Gamma (-\alpha (s)-\alpha (t))}}}，
- 其中
  - s、t 是Mandelstam變量（Mandelstam variables）
  - {\displaystyle \Gamma }是歐拉的Γ函數
  - {\displaystyle \alpha }是Regge軌跡（英语：Regge theory）（Regge trajectory），这里 Veneziano 假設是：
    - {\displaystyle \alpha (s):=\alpha (0)+\alpha 's}，
      - {\displaystyle \alpha (0)} 和 {\displaystyle \alpha '} 是所謂的Regge slope、Regge intercept